# أبو حفص البزار
سِرَاجُ الدِّينِ أَبُو حَفْصٍ عُمَرُ بْنُ عَلِيِّ بْنِ مُوسَى بْنِ الْخَلِيلِ الْبَغْدَادِيُّ الْأَزَجِيُّ الْبَزَّارُ ويُعرف اختصارًا بـ أبي حفص البزار (688 – 11 ذو القعدة 749هـ) هو فقيه وإمام ومحدث، ولد سنة ثمان وثمانين وستمائة تقريبا.

## طلبه للعلم
َسَمِعَ من إِسْمَاعِيل بْن الطبال، وعلىِ بْن أَبِي القاسم أَخُو الرشيد وابن الدواليبي، وجماعة. وعنى بالحَدِيث، وقرأ الكثير، ورحل إِلَى دمشق. وقرأ بِهَا صحيح البخاري عَلَى الحجار بالحنبلية وحضر قراءته تقي الدين ابن تيمية وخلق كثير، وجالس تقي الدين وأخذ عَنْهُ، وتلا ببغداد على عَبْد الَلَّه بْن عَبْد المؤمن الواسطي، وقرأ عَلَيْهِ بَعْض تصانيفه فِي القراءات.

## حياته
حج مرارا، وأعاد بالمستنصرية. وولي إمامة جامع الخليفة ببغداد مدة يسيرة، ثُمَّ أقام بدمشق مدة، أَوْ أمَّ بِهَا بالضيائية. وَكَانَ حسن القراءة للقرآن والحَدِيث، ذا عبادة وتهجد، وصنف كثيرا فِي الْحَدِيث وعلومه، وَفِي الفقه والرقائق. وقدم فِي آخر عمره إِلَى بغداد، فأقام بِهَا يسيرا، ثُمَّ توجه إِلَى الحج سنة تسع وأربعين وسبعمائة، وقرأعليه في هذه الرحلة ابن رجب الحنبلي ثلاثيات الْبُخَارِي.

## وفاته
توفي قبل وصوله إِلَى مكة، بمنزلة حاجر، صبيحة يَوْم الثلاثاء حادي عشرين ذي القعدة سنة تسع وأربعين وسبعمائة، وكَانَ نوى الإحرام، وَذَلِكَ قبل الوصول إِلَى الميقات. وَدُفِنَ بتلك المنزلة، ومعه نَحْو من خمسين نفسا بالطاعون.